# Mesoconius enderleini
Mesoconius enderleini är en tvåvingeart som beskrevs av Frey 1927. Mesoconius enderleini ingår i släktet Mesoconius och familjen skridflugor.
Artens utbredningsområde är Colombia. Inga underarter finns listade i Catalogue of Life.